# Valle Gómez (métro de Mexico)
Valle Gómez est une station de la Ligne 5 du métro de Mexico. Il est situé au nord de Mexico, dans la délégation Gustavo A. Madero et Venustiano Carranza.

## La station
La station est ouverte en 1982.